# Сушка (деревня)
Сушка — деревня в Алькеевском районе Татарстана. Входит в состав Чувашско-Бродского сельского поселения.

## География
Находится в южной части Татарстана на расстоянии приблизительно 22 км по прямой на юго-юго-восток от районного центра села Базарные Матаки.

## История
Основана в 1930-х годах.

## Население
Постоянных жителей было: в 1949 — 94, в 1958 — 96, в 1970 — 100, в 1979 — 74, в 1989 — 52, в 2002 — 39 (русские 72 %), 23 — в 2010.